# スタッフォード・クリップス
サー・リチャード・スタッフォード・クリップス（英語: Sir Richard Stafford Cripps, CH, QC, FRS, 1889年4月24日 - 1952年4月21日）は、20世紀前半のイギリス労働党の政治家。王立協会フェロー、イギリス名誉勲位（コンパニオン・オブ・オナー勲章）受章者。

## 概要
法廷弁護士としての豊富な経歴を背景に、1931年のブリストル東地区補欠選挙に当選して国会議員となり、同年秋の総選挙でも第一線で議席を保った数少ない労働党議員であった。クリップスは左翼陣営を率いる論客となり、1939年までイギリス人民戦線と協力関係を持ったため、その年に労働党より除名された。第二次世界大戦中は駐ソ連大使を務める（1940年 - 1942年）。クリップスはソ連に対して用心深くなったが、ソ連が参戦したことで広く人気を得て、1942年には首相のウィンストン・チャーチルに対する潜在的ライバルとも見なされた。第1次チャーチル内閣の戦時連立内閣に入閣したが、インドでの戦時危機に対するクリップス使節団が、チャーチルにとっては急進的に過ぎ、ガンディーらインドの指導者には保守的に過ぎたため、解決に失敗した。その後、クリップスは、重要なポストだが戦時内閣では中枢からはずれた航空機生産大臣の地位を与えられた。
1945年に労働党に復帰すると、戦後のアトリー内閣では当初商務大臣、1947年から1950年までは財務大臣を務めた。後者においては、クリップスは戦後のイギリスにおける好景気の基礎を築き、歴史家のケネス・O・モルガンから「経済情勢の急速な改善と1952年以降の国富の増大を真に生み出した人物」と評された。マーシャル・プランによってアメリカの資本がもたらされたことで1947年からイギリス経済は回復したが、1949年のポンド強制切り下げによって水を差された。クリップスは「緊縮経済期」に消費の抑制のため配給制を継続するとともに、輸出を促進し、賃金を据え置くことで完全雇用を維持した。国民からは「高潔さと能力、キリスト教徒としての信条」を深く尊敬された。

## 生い立ち
クリップスは、法廷弁護士でのちに保守党議員となったチャールズ・クリップスとテレサ（旧姓ポッター、ベアトリクス・ウェッブやキャサリン・コートニーの姉妹）の子息としてロンドンに生まれた。クリップスは裕福な家庭で育ち、ウィンチェスター・カレッジで教育を受け、校長からは「まことに素晴らしい人物」と評された。ユニヴァーシティ・カレッジ・ロンドンに進み、化学を専攻した。クリップスは法律を勉強するために科学を捨て、1913年にミドル・テンプルより弁護士資格免許（Call to the bar）を得た。第一次世界大戦中は、フランスで赤十字の救急車運転手となり、のちに軍備生産用の化学工場を運営した。1920年代の間は、特許を専門とする法廷弁護士を続け、イングランドでは最も稼ぐ法律家と記された。
クリップスは生涯にわたって敬虔な信仰を保ったが、特定の教会には属さなかった。1920年代には、父親同様、教会を通じた国際友好を進める世界連盟活動の指導者となった。1923年から1929年まで、クリップスはグループの会計担当で、最も精力的な講演者だった
。

## 労働党への参加
1920年代末にクリップスは政治姿勢を左派に移し、1930年に労働党に加入した。同年、クリップスは第2次労働党政権の法務次官（Solicitor-General）に就任し、ナイトの称号を授与された。1931年、クリップスはブリストル東地区補欠選挙で当選した。この時期、国会ではマルクス主義による社会・経済政策の強力な支持者となったが、福音主義への強い信仰により、マルクス・レーニン主義の無神論には同意しなかった。
クリップスは1931年イギリス総選挙において、党首のジョージ・ランズベリー、副党首のクレメント・アトリーとともに、議席を保ったわずか3人の労働党大臣の一人であった。
1932年、社会主義者同盟（en）の創設を支援し、その指導者となった。同盟は主に、労働党との連携解消の決定に従わなかった独立労働党出身の知識人や教員によって構成されていた。社会主義者同盟は厳格な社会民主主義を主唱した。クリップスは、労働党が政権に就けばただちに、「財政の収益により、あらゆる破壊活動を未然に防ぐ」ため命令による執行を許容する非常大権法を制定すべきで、貴族院も即刻廃止すべきであると主張した。
1936年、労働党の全国執行委員会（en）は、クリップスの「ドイツがわれわれを打ち負かすならば、それはイギリスの労働者階級にとって悪いことだと思って」いないという発言を理由に、関係を絶った。クリップスはまた、イギリスの再軍備に対して反対した。
クリップスは早い時期から、ファシズムの脅威が台頭することに対抗するため人民戦線を主張し、ナチス・ドイツに対する宥和政策に反対した。1936年、クリップスは　社会主義連盟を巻き込み、右派に対抗するため独立労働党とグレートブリテン共産党との選挙協力による統一キャンペーンを進める原動力となった。労働党指導部の反対により、統一キャンペーンはその目標を達成できなかった。労働党からの除名を避けて、クリップスは1937年に社会主義者同盟を解散させた。雑誌『トリビューン』（en）は、クリップスとジョージ・シュトラウスによるキャンペーンのための新聞として創刊された。しかし、1939年前半に、共産党・独立労働党・自由党、および反宥和派保守による人民戦線への支持を理由に、クリップスは労働党を除名された。

## 第二次世界大戦

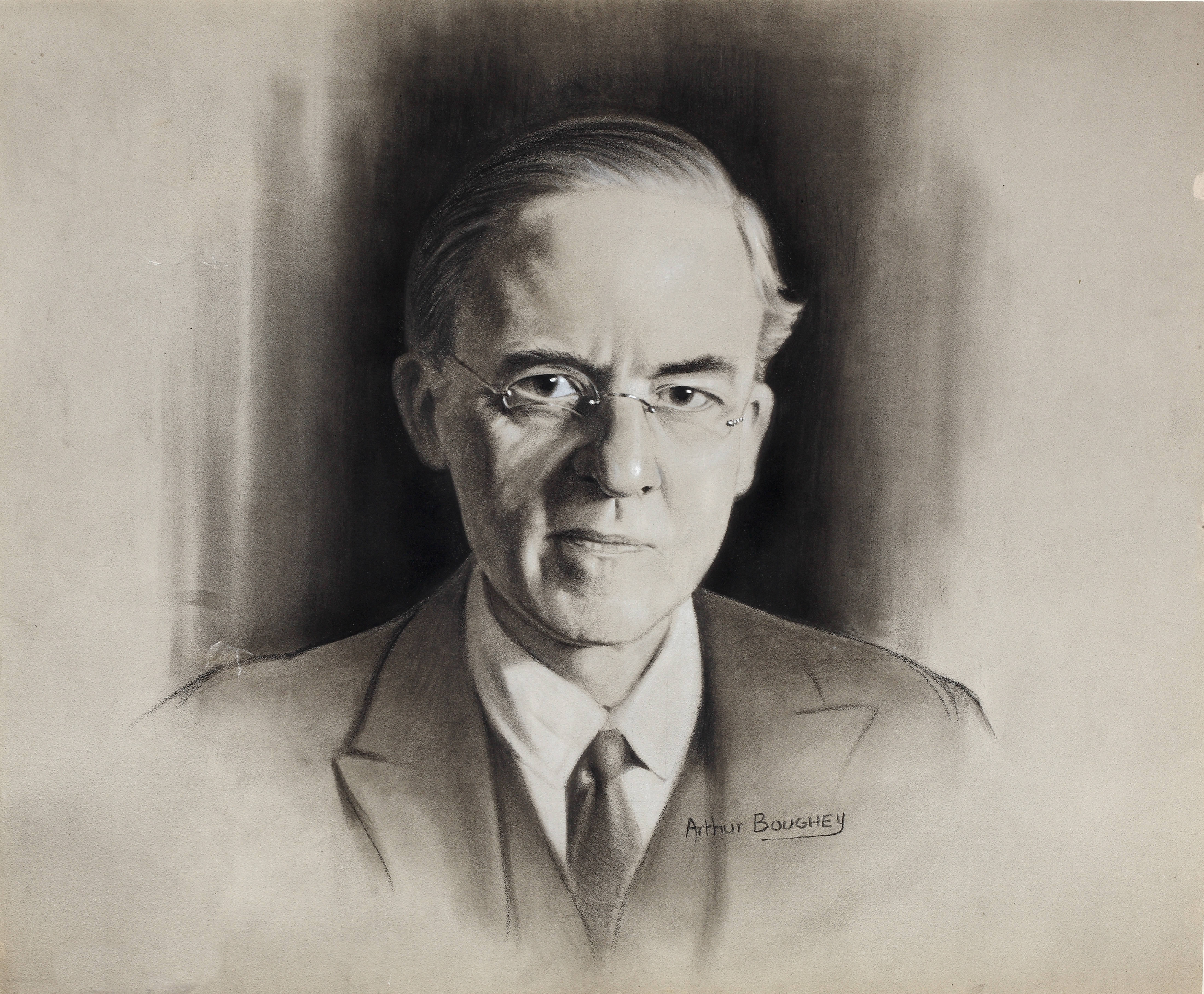
イギリス情報省（英語版）によって描かれた、第二次世界大戦期のクリップスのスケッチ

ウィンストン・チャーチルが1940年に戦時連立政権を組閣した際、チャーチルはクリップスをソビエト連邦大使に任命した。これは、マルクス主義に同調的なクリップスなら、当時独ソ不可侵条約でナチス・ドイツと同盟を結んでいたヨシフ・スターリンと交渉できるという観点によるものであった。ヒトラーが1941年6月のソ連侵攻を開始すると、クリップスは西側諸国とソ連の同盟を築く重要人物となった。
1942年、クリップスはイギリスに戻り、ソ連の奮戦について放送した。民衆の反応は目を見張るもので、クリップスは政党のバックを持たないにもかかわらず、またたく間に国内で最も人気のある政治家の一人となった。クリップスは戦時内閣で王璽尚書と庶民院院内総務に任命され、モスクワから戻った短い間においては、国政を担うチャーチルのライバルとも目された。

### インド使節
チャーチルはクリップスをインドに派遣し、インド国民の代表を称するマハトマ・ガンディーや、ムスリムの代表を称するムハンマド・アリー・ジンナーといった独立運動指導者との間で、インド統治法(en)に基づいた抽象的な自治を戦後に認める代わりに、イギリスの戦争に協力することを求める合意に向けた交渉（クリップス使節団）を命じた。クリップスは自ら提案を起草したが、チャーチルやインド総督にとっては急進的に、インド国民にとっては保守的に過ぎ、中道的な方針は見られなかった。

### 航空機生産大臣
1942年の後半、クリップスは庶民院院内総務を退いて航空機生産大臣に任命された。このポストは、クリップスが大いに成功に貢献した戦時内閣では、中枢から外れたものだった。1945年、クリップスは労働党に再入党する。
クリップスはドイツを貶めるためのイギリスによるブラック・プロパガンタ(en:Black propaganda)に対して不満を抱いていた。セフトン・デルマーがおこなっている内容を（リチャード・クロスマンの干渉によって）知ると、外務大臣のアンソニー・イーデンに対して次のような手紙を書き送った。「もしこういったことが戦争に勝つために必要だというならば、私は負けてもよいと考えている」ロバート・ブルース・ロックハートが、ドイツにいるサディストにこうした放送を伝える必要があると指摘したことで、デルマーはクリップスの非難を免れた。

## 戦後
労働党が1945年イギリス総選挙に勝利すると、クレメント・アトリーはクリップスを、経済担当としては二番目に重いポストである商務大臣に任命した。クリップスは依然として強固な社会主義者であったが、労働党政権の主流とともに活動できるよう、考え方を十分に改めた。戦後のイギリスにおける危機的な経済状況下で、クリップスは政策を「緊縮」に結びつけていくようになる。上流階級の社会主義者として、クリップスは禁欲的な社会観を持ち、どの階級に対しても等しく厳しい配給制を実施した。クリップスは何人かの個人とともに、現在のクランフィールド大学となる最初の航空大学を1946年に設立した。大学副総長用の建物は「スタッフォード・クリップス」として知られる。
1946年、ソ連のジェットエンジン設計者がスターリンに対して設計の困難を克服するため、西側からジェットエンジンの設計を購入するようはたらきかけた。スターリンは「どこの愚か者が自分の秘密を売るかね?」と答えた。しかし、スターリンは提案に同意して、ソ連の科学者と設計者はクリップスに会見するためイギリスに渡り、エンジンについて要請した。スターリンが驚いたことに、クリップスと労働党政権は、イギリス空軍士官フランク・ホイットルが設計した遠心圧縮式ジェットエンジンであるロールス・ロイス ニーンの技術情報を、ニーンの製造免許を与える議論も含めて、完全に提供する用意があった。ニーンエンジンはただちにリバースエンジニアリングされてソ連のクリーモフ VK-1エンジンに姿を変え、後にMiG-15に搭載された。MiG-15は1950年に北朝鮮に展開されて国連軍のB-29爆撃機に損害を与え、B-29が昼間の飛行を取りやめる原因となった。
また、1946年にはクリップスは閣僚使節団（en）の一員として再びインドに赴いた。使節団はインドの指導者に対して、独立のさまざまな形態を提案した。使節団の他の二人はインド大臣のパトリック・ローレンス卿(en)と海軍卿(en)のA・V・アレクサンダー(en)だった。3人が作成した「閣僚使節団計画」（en）として知られる提案は、インド国民会議派の主な指導者に満足を与えることはできず、国民会議派は一つの国家を保持する代わりに、分割に向かう道をたどっていくことになった。
1947年、経済成長と政治的危機の中、クリップスはアーネスト・ベヴィンの賛同を得た上でアトリーに退任を促そうとした。しかし、ベヴィンはアトリーの留任に賛成した。クリップスはその代わりに、新設された経済担当国務次官(en)に任命された。6週間後、ヒュー・ダルトンが財務大臣を辞し、クリップスはその後任となり、現在は首相が兼務する経済担当大臣を兼ねた。クリップスは税収の増大と消費の縮小を推進し、輸出の拡大とスターリング・ポンドの安定に努めた。これらの政策と引き替えにイギリスは危機を脱した。クリップスは石炭や鉄鋼といった主要産業の国有化を強力に推し進めた。
1948年から1949年にかけての財政問題にもかかわらず、クリップスは住宅や健康その他の福祉サービスに高いレベルの支出を継続し、その間の産業政策の位置づけも従来どおりだった。そのうえ、空前のクリケットやサッカーのブームに加え行楽地やダンスホールや映画館に象徴されるような、個人生活の繁栄は上昇を続けた。クリップスが大臣として最後に編成した予算（1950年執行）では、（過去の緊縮政策で減少した）住宅建設プログラムが年間20万戸に戻され、所得税は低所得者層の時間外労働を促進するために減らされた。健康や国民保険、教育への支出は増額された。
クリップスの名前は、英国放送協会(BBC)のアナウンサーであるマクドナルド・ホブレーが「サー・スティッフォード・クラップス」(Sir Stifford Crapps)と紹介したことで、悪意ある語音転換に導かれたことがある。

## 私生活
クリップスは、ストレスによって腸の下部が炎症を起こした大腸炎に長年にわたって罹患した。1950年に健康状態は悪化し、10月にオフィスを閉じることを余儀なくされた。同月、クリップスは議員を辞職し、11月30日におこなわれた補欠選挙の結果、ブリストル南東選挙区はトニー・ベンが受け継いだ。クリップスは2年後、癌により死去した。
クリップスはベアトリクス・ウェッブやキャサリン・コートニーの甥に当たった。母は4歳の時に死去した。継母となったマリアン・エリス(en)は、クリップスに大きな影響を与えた。クリップスは、デイム・イソベル・クリップスとしてよく知られる、イソベル・クリップスと結婚し、4人の子女（1男3女）をもうけた。
クリップスは、健康的理由から、あるいは倫理的な理由から、菜食主義者であった。「クリップスは繰り返し病気を患ったが、それらは自然療法と菜食により軽減された…。」
クリップスはグロスターシャーのサパートン(en)に埋葬され、妻がその傍らに眠る。